# Gimoès
El Gimoès  (en occità: Gimoés) és un parçan o comarca d'Occitània situat a la Gascunya. La seva vil·la principal és Gimont. A l'edat mitjana formà el vescomtat de Gimoés.
Segons la proposta del diari Jornalet de divisió territorial d'Occitània, basada en l'obra de Frederic Zégierman Le Guide des pays de France, el Gimoès  estaria ubicat a la regió de la Gascunya, subregió d'Armanyac.
Oficialment, les comunes del Gimoès estan adscrites administrativament al departament francès del Gers, a la regió administrativa d'Occitània.

## Geografia
Situat al nord de Savès, limita amb Armagnac a l'est, amb Fezensaguet al sud i la Seigneurie de L'Isle-Jourdain a l'oest.
El Gimoès era un vescomtat a l'edat mitjana.
El Gimoès ocupa un petit quadrilàter d’una dotzena de quilòmetres a cada banda que agrupa pobles i caserius despoblats dins del radi de Gimont. Creuat pel seu centre per la Gimone, que li dona nom, i separat del país d’Auch pels Arrats (dos rius de l’altiplà de Lannemezan), el seu subsòl argilós-calcari similar al Llenguadoc per l’ús del maó està molt estès a l’hàbitat. Com tots els països dels vessants de les muntanyes de Gascunya, la seva fesomia més muntanyosa l'exposa a la llum i al sol generosos.

## Gastronomia
El foie gras és una producció molt desitjada, com ho demostra la importància del mercat de Gimont. La cria d’oques i ànecs i el cultiu de blat de moro per a l’alimentació són activitats que provenen d’aquest sector.
Cuina tradicional del Gers: aus de corral grasses (ànec mulard, oca de granja de Gers1), foie d’oca i ànec, confits2, pits d’ànec, moles, patates fregides, alicuit ... tot oca i ànec.També: aus de granja de Gers (pollastre, pintades, gall dindi negre, capó, gallina).
Altres productes i especialitats locals: escombraries de Gers, all blanc i all morat de Cadours, bolets (bolets porcini), fruites (inclosa la figa). Pastisseria: pastís gascó (esmicolada de poma).